# Museo nazionale delle belle arti (Cuba)
Il Museo nazionale delle belle arti (in spagnolo, Museo Nacional de Bellas Artes, MNBA) è un museo pubblico di L'Avana. Gestito dal Ministero della Cultura, occupa due edifici nei pressi del Paseo del Prado: il palazzo delle Belle arti (palacio de Bellas Artes), dedicato all'arte cubana, e il palazzo del Centro asturiano (palacio del Centro Asturiano), dedicato all'arte straniera.
Il museo venne inaugurato il 28 aprile 1913 come Museo nazionale della Repubblica (Museo Nacional de la República), in uno stabile vicino a quello che oggi ospita l'ospedale Fratelli Ameijeiras, nel municipio di Centro Habana. Fino alla metà del XX secolo, raccolse testimonianze storiche, artistiche ed etnografiche, per poi specializzarsi, dopo la Rivoluzione cubana, nell'ambito artistico e della storia dell'arte. Nel 1953, venne spostato negli attuali due palazzi.
Il patrimonio artistico del museo è composto da più di 45.000 pezzi, che costituiscono la più grande collezione di quadri e sculture dell'area caraibica e una delle più grandi dell'America Latina. Oltre ad ospitare la più grande collezione di arte cubana del mondo, conserva varie importanti testimonianze dell'arte europea e dell'arte antica (soprattutto greca, romana ed egizia).
Il museo include anche un teatro, con un esteso programma culturale di esposizioni, concerti e incontri, una biblioteca con più di 120.000 volumi e il Centro de Información de Antonio Rodríguez Morey, uno dei centri di riferimento del Paese per le arti visive.